# Džunior Soprano
Korado Džon Soprano, Mlađi (engl. Corrado John Soprano, Jr.), poznatiji kao Džunior (engl. Junior), je izmišljeni lik u američkoj televizijskoj seriji „Porodica Soprano“ (engl. The Sopranos) Dejvida Čejsa a njegov lik tumači glumac Dominik Kijanizi. Kao i većina likova u seriji, i Džunior je Amerikanac italijanskog porekla. On je ujak glavnog lika serije, mafijaškog šefa Tonija Soprana, a nakon smrti njegovog oca, bio je jedan od Tonijevih mentora. Obojica su članovi iste mafijaške grupe, porodice Soprano.

## O liku
Džunior je sin Korada i Merianđele Soprano, italijanskih imigranata koji su se u Nju Džerzi doselili iz grada Ariana 1911. godine. Džunior je imao dva mlađa brata: Đovanija (poznatiji kao Džoni Boj), koji je bio Tonijev otac i Erkolija, koji je bio mentalno zaostao i koji je veći deo svog života proveo u mentalnoj instituciji. Otac Korado je bio zidar, ali Džunior i Džoni Boj nisu imali nameru da slede njegov primer; napustili su školu i pridružili se mafijaškoj porodici DiMeo.
Iako je bio veoma takmičarski nastrojen prema svom bratu, Džunior je uvek osećao privrženost prema svom bratancu. On nema svoje dece, nikada nije bio oženjen, pa je dosta svoga vremena provodio sa Tonijem, dok je on odrastao.
Nakon što je Dominik DiMeo otišao u zatvor na doživotnu robiju a Džoni Boj i Džeki April preminuli od raka, Džunior je postao prvi čovek organizacije iz Nju Džerzija. Međutim, ostali su ga doživaljavali kao umišljenog i sebičnog (u mafijaškom žargonu - „večerao je sam“) što je dovelo do razmirica među podređenima. Toni odlučuje da istupi i preuzme titulu, ostavljajući Džuniora da bude samo figura i meta za FBI. Ponovo bačen u senku od strane nekog njemu bliskog, Džunior je bio povređen i ljut, i podložan manipulacijama od strane Tonijeve majke Livije. Gajeći sopstvena nezadovoljstva prema Toniju, Livija ubeđuje Džuniora da naredi ubistvo svoga sina. Međutim, plan ne uspeva, a Toni primanja svog ujaka smanjuje na mizerna i izbacuje ga iz svog života. Nedugo posle toga, Džunior je smešten u kućni prihod pod optužbama federalnog reketiranja a zatim mu je i dijagnoziran rak.
Posle dugog suđenja, optužbe protiv Džuniora bivaju odbačene, a on čak i uspeva da donekle izgladi situaciju sa Tonijem. Međutim, Džunior doživljava seriju manjih moždanih udara, koji utiču na njegovo psihičko stanje. On počinje da vređa Tonija pred drugim ljudima i da gubi dodire sa realnošću. Dok u kućnom pritvoru čeka ponovljeno suđenje, Džunior pomeša Tonija sa starim neprijateljem i puca u njega, što Toni jedva preživljava.
Nakon toga, Džunior završava u instituciji za mentalno obolele, gde živi između dva sveta, pitajući se zašto „jednostavno ne može da ide kući“.

## Spoljašnje veze
- Porodica Soprano na zvaničnom sajtu televizije HBO (језик: енглески)
- Džunior Soprano Архивирано на веб-сајту  (14. март 2012) na IMDb (језик: енглески)